# Eva Klabin
Eva Klabin Rapaport, nascida Eva Cecília Klabin, (São Paulo, 8 de fevereiro de 1903 – Rio de Janeiro, 8 de novembro de 1991) foi uma empresária, colecionadora e mecenas brasileira, primeira filha do casal de imigrantes lituanos Fanny e Hessel Klabin. Em São Paulo, seu pai foi um dos fundadores da Klabin S.A., em 1899. Foi irmã de Ema Gordon Klabin, também destacada colecionadora e agitadora cultural.
Casada com o jornalista Paulo Rapaport desde 1933, muda-se para o Rio de Janeiro após a morte do pai, adquirindo uma residência na avenida Epitácio Pessoa, à beira da Lagoa Rodrigo de Freitas. Amealhou um valioso patrimônio artístico ao longo de seus 88 anos. Na maturidade, a exemplo do que sua irmã Ema Gordon faria em São Paulo, criou no Rio de Janeiro uma fundação para conservar, pesquisar e expor ao público sua coleção. A Fundação Eva Klabin foi oficialmente inaugurada em 1995, na antiga casa da colecionadora.

## Biografia

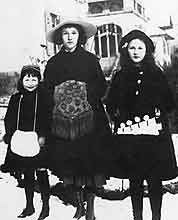
As irmãs Mina, Eva e Ema Klabin, em 1915.

Eva Klabin passa os primeiros anos de sua vida entre o Brasil e a Europa. Por ocasião da Primeira Guerra Mundial, refugia-se com a família na Suíça em 1914, retornando ao Brasil somente em 1919. Na década de 1930, reside nos Estados Unidos, onde cursa a New York School of Secretaries e faz dublagem em filme da Paramount, intitulado Anybody's Woman. Na mesma década casa-se com o advogado e jornalista Paulo Rapaport, também de origem judaica, mas continua a residir na casa da família, no bairro de Santa Cecília, em São Paulo. Como sua irmã Ema, começa já a se interessar pelo colecionismo, demonstrando interesse especial pela arte européia.
Suas primeiras aquisições ocorrem em 1947, no mesmo contexto cultural e econômico do segundo pós-guerra que permitiu a formação do acervo do MASP. Pietro Maria Bardi, além de diretor e responsável por formar a coleção do referido museu, exercia também a função de galerista, tendo sido responsável por revender a colecionadores brasileiros uma grande quantia de obras trazidas da Europa. Foi de Bardi que Eva comprou suas primeiras obras: duas pinturas de Bernardo Strozzi e outra de Guercino. Em 1949, após o falecimento de sua irmã caçula, Mina, e de seu pai, muda-se com o marido para o Rio de Janeiro, passando a residir na residência da avenida Epitácio Pessoa, à beira da Lagoa Rodrigo de Freitas.
Em 1957, Paulo Rapaport morre em viagem à Alemanha. Eva não teve filhos e não se casaria novamente. Passa a dedicar-se quase que exclusivamente à sua coleção, fazendo frequentes viagens à Europa para adquirir novas peças. Entre 1961 e 1967, amplia sua residência na lagoa, com o objetivo de acomodar o crescente acervo. Passa também a integrar-se à vida cultural e política do Rio de Janeiro, recepcionando artistas, empresários, colecionadores e políticos em sua residência. Ofereceu jantares de gala a convidados como Harry Oppenheimer, Juscelino e Sarah Kubitschek, David Rockefeller, Elie Wiesel, Henry Kissinger e Shimon Peres.
Em 1972, junto com a irmã Ema Gordon, convida o então curador do Metropolitan Museum de Nova York, Karl Katz, para uma traçar um projeto de pesquisa de proveniência das duas coleções. Em 1977, embarca na viagem de volta ao mundo feita pelo Queen Elizabeth II. No ano seguinte, o trágico incêndio ocorrido no MAM carioca a incentivou, bem como a sua irmã, a constituir uma fundação para preservar o seu acervo após sua morte, criada neste mesmo ano. Em 1979, inicia os trabalhos de catalogação de seu acervo de antiguidades egípcias e, no ano seguinte, submete sua coleção à avaliação de representantes da Christie's e da Sotheby's.
Morre em 1991, legando todos os seus bens à fundação responsável pela conservação do acervo. A Fundação Eva Klabin foi aberta ao público em 1995, sob a curadoria de Paulo Herkenhoff, e mantém uma das mais importantes coleções de arte europeia existentes no Brasil.